# Рошія (Біхор)
Рошія (рум. Roșia) — село у повіті Біхор в Румунії. Адміністративний центр комуни Рошія.
Село розташоване на відстані 389 км на північний захід від Бухареста, 46 км на південний схід від Ораді, 91 км на захід від Клуж-Напоки, 146 км на північний схід від Тімішоари.

## Населення
За даними перепису населення 2002 року у селі проживали 2189 осіб, усі — румуни. Усі жителі села рідною мовою назвали румунську.